# 雅媽吉
ヤマキ株式会社（英語：Yamaki Co., Ltd.），又稱雅媽吉公司或日本YAMAKI公司，是一家總部位在日本愛媛県伊予市米湊的水產加工製造商，亦是味之素公司的關係企業。其產品多為以鰹節為基底開發出之調味品。

## 簡介
1917年（大正6年），海產批發商城戸豊吉成立「城戸商店」於北山崎村（現伊予市），以3台削切機開始生產鰹節。當時以計算重量並裝袋的方式進行銷售。1921年（大正10年），店舗遷移至郡中村米湊（こみなと）並設立有10台削切機的工廠。1930年（昭和5年），國鐵予讃線延伸至郡中（現伊予市站）；藉著此一契機，公司產品由船運轉移至以鐵路運輸；次年，開設東京分公司以擴大銷售通路。1935年（昭和10年），工廠再度擴大。
太平洋戰爭時，因當局頒布企業整備令被迫放棄生產。1947年（昭和22年）商店再度開張。1950年（昭和25年）變更組織成立株式会社。1971年（昭和46年）變更公司名稱為現名。隨著時代演進及飲食文化的變革，該公司陸續開發出鰹魚風味醬油露、柴魚精、柴魚粉等數百種系列產品。
2007年2月1日，與味之素簽署資本與業務聯盟協議，成為東京證券交易所第一部上市的味之素有限公司的關係企業（持股33.4％）。
2011年1月，在群馬縣水上町收購約9萬平方米的土地並建造工廠，投資金額為50億日元；該工廠是該公司第一座在愛媛縣外設立的工廠。

## 各地業務

### 臺灣地區
台灣雅媽吉股份有限公司成立於1989年，經ヤマキ株式会社正式授權成為其產品臺灣地區總代理。 

## 關聯
- 味之素
- 龜甲萬

## 外部鏈結
- 日本雅媽吉官方網站 （页面存档备份，存于）
- 台灣雅媽吉官方網站 （页面存档备份，存于）
- 台灣雅媽吉股份有限公司的Facebook專頁